# Alexander Baring (6. baron Ashburton)
Alexander Francis St Vincent Baring (ur. 7 kwietnia 1898, zm. 12 czerwca 1991) – brytyjski arystokrata, polityk i przedsiębiorca, jedyny syn Francisa Baringa, 5. barona Ashburton, i Mabel Hood, córki 4. wicehrabiego Hood.

## Życiorys
Wykształcenie odebrał w Eton College i w Royal Military College Sandhurst. W 1917 r. został porucznikiem Royal Scots Greys. W 1939 r. został porucznikiem rezerwy lotnictwa. Później uzyskał rangę kapitana rezerwy. 
Po śmierci ojca w 1938 r. odziedziczył tytuł barona Ashburton i zasiadł w Izbie Lordów. W 1945 i 1955 r. zasiadał w Radzie Hrabstwa Hampshire. W 1951 r. został Sędzią Pokoju i zastępcą Lorda Namiestnika tegoż hrabstwa. W latach 1951–1960 był Wicelordem Namiestnikiem Hampshire, a w latach 1960-1973 Lordem Namiestnikiem. W tym samym czasie był Custos Rotulorum Hampshire.
W latach 1932–1968 był dyrektorem Alliance Assurance. W latach 1944–1966 był dyrektorem Pressed Steel. Był dyrektorem zarządzającym Baring Brothers w latach 1958–1962 i ponownie w latach 1962–1968.
W 1960 r. został rycerzem Zakonu św. Jana Jerozolimskiego. W 1961 r. został odznaczony Krzyżem Komandorskim Królewskiego Orderu Wiktoriańskiego. W 1969 r. został kawalerem Orderu Podwiązki.
17 listopada 1924 r. poślubił Doris Mary Thérèse Harcourt (30 marca 1900–1981), córkę Lewisa Harcourta, 1. wicehrabiego Harcourt, i Mary Burns, córki Waltera Burnsa. Alexander i Doris mieli razem dwóch synów:
- John Francis Harcourt Baring (ur. 2 listopada 1928) 7. baron Ashburton
- Robin Alexander Baring (ur. 15 stycznia 1931), ożenił się z Ann Gage, miał dzieci